# Cieszów (Lubusz)
Pour les articles homonymes, voir Cieszów.
Cieszów (prononciation : [ˈt͡ɕeʂuf]) est un village polonais de la gmina de Nowogród Bobrzański dans le powiat de Zielona Góra de la voïvodie de Lubusz dans l'ouest de la Pologne.
Le village comptait approximativement une population de 64 habitants en 2011.

## Histoire
Après la Seconde Guerre mondiale, avec les conséquences de la Conférence de Potsdam et la mise en œuvre de la ligne Oder-Neisse, le village est intégré à la République populaire de Pologne. La population d'origine allemande est expulsée et remplacée par des polonais.
De 1975 à 1998, le village appartenait administrativement à la voïvodie de Zielona Góra.

Depuis 1999, il appartient administrativement à la voïvodie de Lubusz.